# CSS Shenandoah
El CSS Shenandoah fue uno de los buques con los que contó la Armada de la Confederación. Inicialmente fue construido como un barco inglés de transporte de tropas, pero en Madeira fue remodelado para servir como buque de guerra para los confederados.
Fue el último barco, y última unidad militar regular de los confederados en hacer un disparo en la guerra y en rendirse tras esta, se rindió el 4 de noviembre de 1865, cuando la Guerra llevaba ya 5 meses finalizada.
El barco fue vendido al Primer sultán de Zanzíbar, Majid bin Said. En Zanzíbar lo renombrarían como El Majidi. Se hundió en 1872, fue reflotado y se hundió definitivamente en 1879.

## Construcción y primeras operaciones

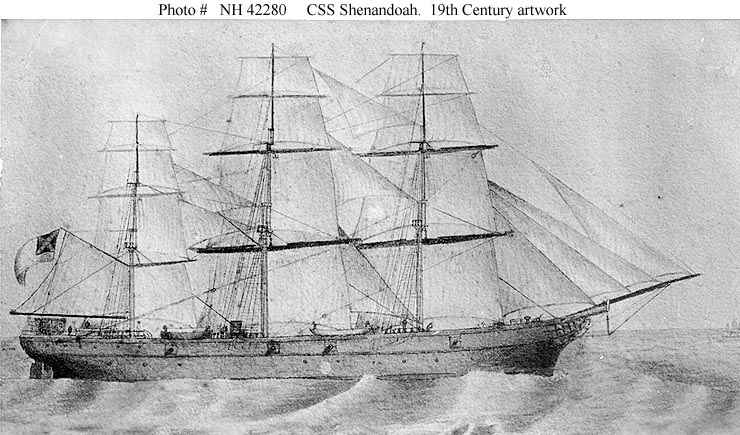
Dibujo del Shenandoah

El CSS Shenandoah fue construido originalmente en los astilleros River Clyde, en la ciudad de Liverpool, Inglaterra. La idea para el buque es que sirviese como un buque de transporte de tropas.
Pero a la hora de la verdad, cuando el barco se debía dirigir a Australia, se dirigió a la isla de Madeira donde lo esperaban una serie de marinos de la Armada de los Estados Confederados, llevados allí por un buque llamado Laurel, el cual también había llevado equipación nueva para remodelar el Sea King.
Una vez remodelado, entró en servicio para la Armada de los Estados Confederados.

## Carrera en la Armada de la Confederación
El buque CSS Shenandoah se especializó en ser un corsario -buque especialista en los asaltos a buques comerciales- de los confederados alrededor del mundo, dañando así el comercio de los Estados del Norte.

## Después de la Guerra de Secesión
El buque fue vendido a Majid bin Said de Zanzíbar, quien lo compró para su estado, el Sultanato de Zanzíbary lo renombró como El Majidi.